# Eugen Rupf
Eugen Rupf (1914. június 16. – 2000. augusztus 29.) svájci labdarúgócsatár.